# بيتر جون راموس
بيتر جون راموس مواليد 23 مايو 1985 في بورتوريكو، هو لاعب كرة سلة من بورتوريكو بدأ مسيرته الاحترافية في سنة 2001 يلعب مع فريق جيلين نورثيست تايجرز في الرابطة الصينية لكرة السلة ويحمل الرقم 36. شارك في مسابقة كرة السلة في الألعاب الأولمبية الصيفية.

## فرق لعب لها
- واشنطن ويزاردز
- بالونكيستو فوينلابرادا
- سول سامسونج ثندرز

## الميداليات
| الميدالية | المسابقة                             |
| --------- | ------------------------------------ |
| برونزية   | بطولة أمم الأمريكتين لكرة السلة 2007 |
| فضية      | بطولة أمم الأمريكتين لكرة السلة 2009 |

## روابط خارجية
- بيتر جون راموس على موقع الاتحاد الدولي لكرة السلة (الإنجليزية)
- بيتر جون راموس على موقع إن بي أي (الإنجليزية)
- بيتر جون راموس على موقع سبورتس رفرنس (الإنجليزية)
- بيتر جون راموس على موقع الدوري الإسباني لكرة السلة (الإسبانية)
- بيتر جون راموس على موقع كرة السلة الأوروبية.كوم (الإنجليزية)
- بيتر جون راموس على موقع إي إس بي إن.كوم (الإنجليزية)
- بيتر جون راموس على موقع ريلجم (الإنجليزية)
- بيتر جون راموس على موقع بروبوليرز (الإنجليزية)
- بيتر جون راموس على موقع سبورتس رفرنس (الإنجليزية)
- بيتر جون راموس على موقع سبورتس رفرنس (الإنجليزية)